# さぶ (雑誌)
『さぶ』は、サン出版から1974年11月 - 2002年2月号まで出版されていたゲイ雑誌である。

## 概説
SMを中心とした雑誌『アブハンター』増刊号として、1974年11月にNO.1として創刊。当初NO.3まで隔月発行で、NO.4（1975年4月発売）より月刊化された。創刊編集長は、有名なサブカル編集者で、荒戸源次郎のアングラ劇団「天象儀館」にも役者として参加、のちに南伸坊の「さる業界の人々」で「二人のS」として、白夜書房の末井昭とともに取り上げられた櫻木徹郎。
日本で出版された商業ゲイ雑誌としては、1971年7月に9月号で創刊した薔薇族と1974年5月号創刊のアドンに続いて古い。「男と男の抒情誌」というキャッチコピーを持ち、全体的な印象として日本的情緒が感じられた。因みに1972年に薔薇族と同じ第二書房から「男の抒情詩」（南新次著）という長編ゲイ小説が出ているが、キャッチコピーとの関連は不明。雑誌の嗜好性は『薔薇族』とは異なり、漢・野郎・SM・硬派などのハードコア路線を打ち出していたため「兄貴系」と言われ、「男性同性愛者=角刈りに褌、色黒でがっちり、マッチョ」という固定観念を生み出すきっかけとなった。
表紙絵は創刊初期は「さぶ」の名付け親でもある三島剛（風俗奇譚誌でデビュー。1989年1月5日没、享年67）、1989年後半から木村べんが担当した。木村は89年より前もさぶの裏表紙などは書き続けており《1985年5月号の裏表紙、同号の小説『誤解』の作画など》、さぶと薔薇族を掛け持ちで書いていた時期も長い。誌面はイラスト、グラビア、メイトルーム（文通欄）、小説、読者投稿などで構成されていた。誌名の由来は「さぶちゃん」という新宿二丁目のボーイを三島が気に入ったことから。イラストは、巻頭に三島剛、中面や巻末に林月光がカラー絵巻『月光・天狗劇場』を掲載していた。
創刊以来、数回の誌面刷新を行っていた。1990年代後期から『G-men』や『Badi』などの新興のゲイ雑誌に押され発行部数が減少したため、2002年2月号をもって休刊した。通算で323号発行、他に増刊号も発行されている。

## 影響
前述の固定観念が広まったことと語呂の良さから、『タモリのボキャブラ天国』シリーズ（フジテレビ系）では、本誌が登場する投稿ネタがたびたび披露されており、一時はゲイ以外の知名度も高かった。例として、猿の惑星→さぶの惑星、We all live in a yellow sabmarine(ビートルズのイエローサブマリンの歌詞)→ 家のリビングにいるぞ「さぶ」5人、「身から出た錆」→身から出たさぶ、等。
例えば徳弘正也の漫画『新ジャングルの王者ターちゃん』では、主人公のターちゃんが仲間にふざけて関節技をかけるシーンでフンドシに角刈り姿になって「さぶミッション」と発言していた。
また、1990年代、『岸谷五朗の東京RADIO CLUB』（TBSラジオ）内で放送された『米米CLUBの十分天国略して十天』では、カールスモーキー石井演じる「新宿のさぶ」と言う新宿二丁目のゲイキャラクターが登場。
かつて技術評論社から刊行されていたパソコン雑誌『The BASIC』が「ざべ」という略称で親しまれていたことから誌名を『ざべ』に変更したところ、「さぶ」と間違われて書店のアダルト本コーナーに陳列されたという逸話がある。

## 関連人物
- 犬飼隷二 - 『さぶ』でデビューしたゲイのイラストレーター[3]。他作品:『炎多留』の2作目の原画。